# Palais de Mandalay
Le palais de Mandalay (birman : မန္တလေး နန်းတော်, prononcé [máɰ̃dəlé náɰ̃dɔ̀]), situé à Mandalay, au Myanmar, est le dernier palais royal de la dernière monarchie birmane. 

## Histoire

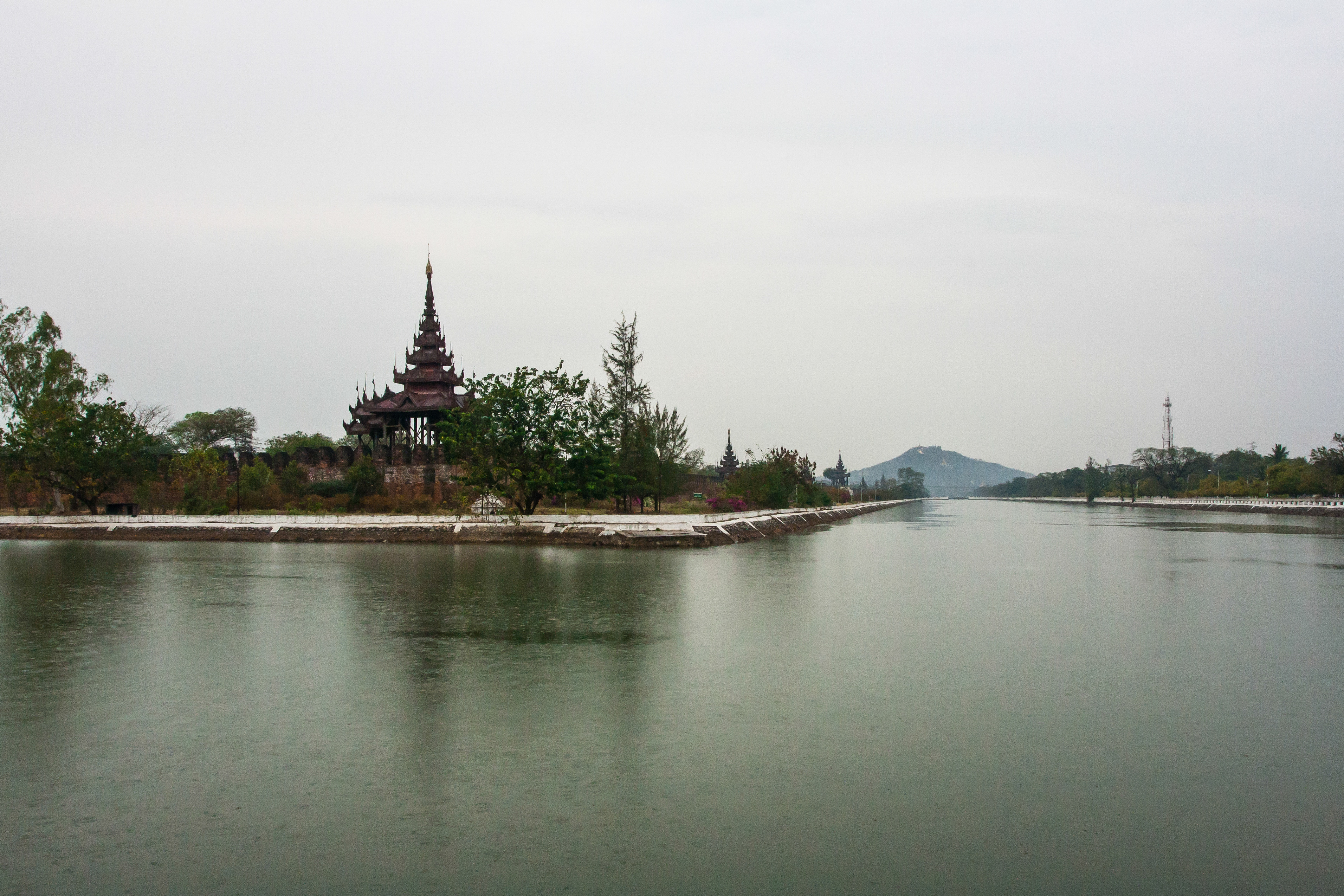
Mur du palais sur les douves avec Mandalay Hill au loin.

Le palais a été construit entre 1857 et 1859 dans le cadre de la fondation par le roi Mindon de la nouvelle capitale royale de Mandalay. Le plan du palais de Mandalay suit en grande partie la conception traditionnelle du palais birman, à l'intérieur d'un fort fortifié entouré de douves. Le palais lui-même est au centre de la citadelle et fait face à l'est. Tous les bâtiments du palais ont une hauteur d'un étage. Le nombre de flèches au-dessus d'un bâtiment a indiqué l'importance de la zone ci-dessous.
Le palais de Mandalay était la résidence royale principale du roi Mindon et du roi Thibaw, les deux derniers rois du pays. Le complexe cessa d'être une résidence royale et un siège du gouvernement le 28 novembre 1885 lorsque, pendant la troisième guerre anglo-birmane, les troupes de la force de campagne birmane entrèrent dans le palais et capturèrent la famille royale. Les Britanniques ont transformé l'enceinte du palais en Fort Dufferin, du nom du vice-roi de l'Inde de l'époque. Tout au long de l'ère coloniale britannique, le palais était considéré par les Birmans comme le principal symbole de souveraineté et d'identité. 
Une grande partie de l'enceinte du palais a été détruite par les bombardements alliés pendant la bataille de Mandalay, lors de Seconde Guerre mondiale ; seules la Monnaie royale et la tour de guet ont survécu. Une réplique du palais a été reconstruite dans les années 1990 avec des matériaux modernes.
Aujourd'hui, le palais de Mandalay est un symbole principal de Mandalay et une destination touristique majeure.

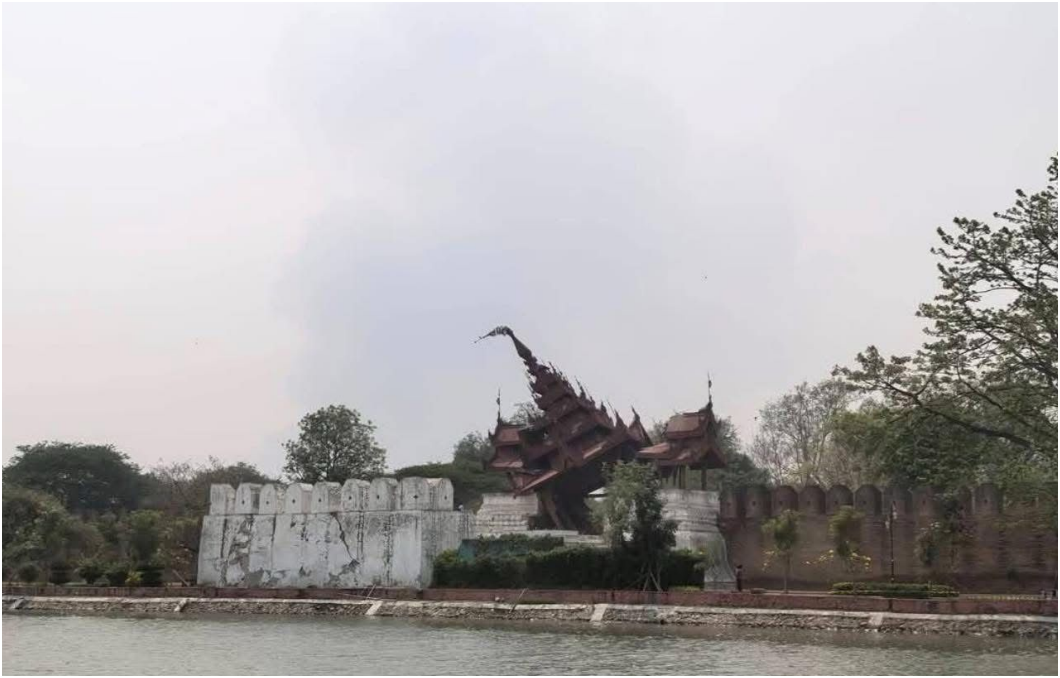
Le palais de Mandalay endommagé après le tremblement de terre de mars 2025.

Le 28 mars 2025, le palais est partiellement détruit par un séisme de magnitude 7,7.